# O Conto da Princesa Kaguya
O Conto da Princesa Kaguya (かぐや姫の物語, Kaguya-hime no Monogatari) é um filme japonês de animação, drama e fantasia lançado em 2013. O seu roteiro foi escrito por Isao Takahata e Riko Sakaguchi, baseado a partir da clássica fábula japonesa o Cortador de Bambu do século X. A obra contou com a produção de Yoshiaki Nishimura, enquanto a trilha sonora foi composta por Joe Hisaishi. O enredo do longa-metragem começa quando a personagem principal, Kaguya (Aki Asakura), é encontrada ainda bebê dentro de um tronco de bambu. E ao passar dos anos, ela se torna uma bela jovem e passa a ser cobiçada por cinco nobres, dentre eles o imperador do Japão, mas nenhum dos pretendentes agrada a jovem e a mesma pede presentes quase impossíveis para evitar um matrimônio com um estranho. Ao final, Kaguya enfrentará as consequências por suas escolhas.
Sendo o filme mais caro a ser produzido pelo Studio Ghibli, O Conto da Princesa Kaguya teve um orçamento estimado em 5 bilhões de ienes e demorou oito anos para ser produzido. O desenho da obra foi inteiramente desenhada à mão, favorecendo a um estilo impressionista que recorda as pinturas orientais do Japão antigo. E diferenciando-se do estilo artístico das muitas outras produções do estúdio. Para Edu Fernandes do CineClick, a maior qualidade do filme está no visual e que os "Cenários são delicados como se fossem pinturas de aquarela. Entretanto, os personagens são apresentados em traços que se assemelham a giz de cera". A trilha sonora desempenha uma função importante na trama, mesclando melodias ocidentalizadas e músicas tradicionais para iterar o ambiente enigmático e imaginário da película.
Lançado nos cinemas em 23 de novembro de 2013, O Conto da Princesa Kaguya foi o longa-metragem de maior bilheteria entre os dois primeiros dias de sua estreia. Posteriormente, tornou-se um fracasso comercial internacional, arrecadando 24 milhões de dólares estadunidenses — sendo grande parte do lucro vindo do Japão, com 22 milhões. Porém, foi avaliado positivamente pela crítica e pelo público, que elogiaram a simplicidade da sua história e principalmente o desenho do filme feito inteiramente em 2D. Recebeu 25 indicações e 7 vitórias a diversos prêmios incluindo ao Oscar de melhor filme de animação na 87.ª edição da premiação, foi o primeiro trabalho de Takahata a ser indicado. Também recebeu diversas nomeações ao prêmio de "melhor filme de animação" em várias cerimônias e festivais, como nos prêmios Annie, Empire, Online Film Critics Society e Asia Pacific Screen, vencendo esta última. O portal britânico BroadbandChoices, fez uma análise dos filmes mais pesquisados do Studio Ghibli ao redor do mundo e classificou O Conto da Princesa Kaguya em 24.º lugar com 0,24%.

## Enredo
Em mais um dia de trabalho como todos os outros, um simples camponês encontra em um talo de bambu uma pequena menina. Encantado com que viu, decide a levar para sua casa e criá-la junto a sua esposa, a quem colocam o nome de Kaguya. E ao passar dos anos, ela se torna uma bela jovem e passa a ser o interesse amoroso de vários homens, incluindo de cinco nobres a quem recusa vários pedidos de casamento e pede inúmeros presentes quase impossíveis. Além disso, Kaguya chama a atenção do próprio imperador e ao se dar conta de seu interesse foge angustiada.

## Elenco
Apresenta-se a seguir o elenco de O Conto da Princesa Kaguya.
- Aki Asakura — Princesa Kaguya
- Kengo Kora — Sutemaru
- Takeo Chii — Cortador de Bambu[nota 1]
- Nobuko Miyamoto — Esposa do Cortador de Bambu
- Atsuko Takahata — Sra. Sagami
- Tomoko Tabata — Me no Warawa
- Tatekawa Shinosuke — Inbe no Akita
- Takaya Kamikawa — Príncipe Ishitsukuri
- Hikaru Ijūin — Sr. Ministro
- Ryudo Uzaki — Grande Conselheiro Otomo
- Nakamura Shichinosuke II — Mikado
- Isao Hashizume — Príncipe Kuramochi
- Tamaki Kojo — Conselheiro Isonokami

## Produção
Quando criança, Isao Takahata disse que leu o Conto do Cortador de Bambu e recordou que se esforçava para simpatizar com a protagonista; pois para ele, a "transformação da personagem foi enigmática", mas que "não evocava nenhuma empatia da parte [dele]". Ainda quando trabalhava na Toei Animation, em 1960, Takahata tentou adaptar o conto, no entanto, o projeto acabou sendo abandonado. E após reler o conto, percebeu o potencial da história para uma adaptação animada. Em 2008, o Studio Ghibli revelou que Takahata estava trabalhando em seu próximo longa-metragem. No Festival Internacional de Cinema de Locarno de 2009, o diretor afirmou que o projeto seria baseado no Conto do Cortador de Bambu.
O Conto da Princesa Kaguya foi financiado pela Nippon TV, cujo falecido presidente, Seiichiro Ujiie deu ao projeto cinco bilhões de ienes. Ujiie adorava o trabalho de Takahata e suplicou ao produtor Toshio Suzuki, do Studio Ghibli, que deixasse Takahata fazer mais um filme. Para garantir a ligação emocional do público ao filme, era importante para Takahata que os espectadores pudessem ver a "realidade na obra", em vez de serem distraídos por um estilo artístico realista. Além de querer que as pessoas "recordassem as realidades da vida". Para ajudar com esta perspectiva, Osamu Tanabe ficou encarregado dos desenhos dos personagens e Kazuo Oga do cenário da animação. Em 13 de dezembro de 2012, o lançamento de O Conto da Princesa Kaguya foi confirmado pelo Studio Ghibli e a distribuidora Toho.

### Seleção do elenco
A dublagem de O Conto da Princesa Kaguya foi composta por famosos dubladores do Japão, entre eles o ator Takeo Chii que faleceu perto da conclusão da obra. Chii gravou a maioria de suas falas no filme, mas devido à sua morte seis cenas foram regravadas por Yuji Miyake. E para a protagonista, Aki Asakura foi escolhida entre cerca de 300 candidatas.

### Música
Em 2012, foi anunciado que Shin'ichirō Ikebe seria o responsável pela trilha sonora do filme, mas foi substituído por Joe Hisaishi no ano seguinte. Foi a primeira vez que Hisaishi trabalhou num filme de Takahata. O álbum contendo todas as faixas da trilha sonora de O Conto da Princesa Kaguya foi lançado em 20 de novembro de 2013, pela Tokuma Japan Communication.
Lista de faixas
Todas as faixas escritas e compostas por Joe Hisaishi, excepto onde especificado. 
| N.º            | Título                                            | Duração |  |
| 1.             | "Hajimari (はじまり)"                             | 0:54    |  |
| 2.             | "Hikari (光り)"                                   | 0:22    |  |
| 3.             | "Chiisaki Hime (小さき姫)"                        | 1:15    |  |
| 4.             | "Ikiru Yorokobi (生きる喜び)"                     | 1:01    |  |
| 5.             | "Mebae (芽生え)"                                  | 2:20    |  |
| 6.             | "Takenoko (タケノコ)"                             | 2:06    |  |
| 7.             | "Inochi (生命)"                                   | 1:00    |  |
| 8.             | "Yamasato (山里)"                                 | 1:54    |  |
| 9.             | "Koromo (衣)"                                     | 0:34    |  |
| 10.            | "Tabidachi (旅立ち)"                              | 1:20    |  |
| 11.            | "Aki no Minori (秋の実り)"                        | 0:39    |  |
| 12.            | "Nayotake (なよたけ)"                             | 1:23    |  |
| 13.            | "Tenarai (手習い)"                                | 0:48    |  |
| 14.            | "Inochi no Niwa (生命の庭)"                       | 0:25    |  |
| 15.            | "Utage (宴)"                                      | 1:23    |  |
| 16.            | "Zetsubou (絶望)"                                 | 1:07    |  |
| 17.            | "Haru no Meguri (春のめぐり)"                     | 1:03    |  |
| 18.            | "Utsukushiki Koto no Shirabe (美しき琴の調べ)"    | 0:35    |  |
| 19.            | "Haru no Waltz (春のワルツ)"                      | 2:02    |  |
| 20.            | "Sato e no Omoi (里への想い)"                     | 1:36    |  |
| 21.            | "Kouki na Okata no Rhapsody (高貴なお方の狂騒曲)" | 1:29    |  |
| 22.            | "Magokoro (真心)"                                 | 1:29    |  |
| 23.            | "Higurashi no Yoru (蜩の夜)"                      | 1:12    |  |
| 24.            | "Tsuki no Fushigi (月の不思議)"                   | 0:49    |  |
| 25.            | "Kanashimi (悲しみ)"                              | 1:01    |  |
| 26.            | "Sadame (運命)"                                   | 1:18    |  |
| 27.            | "Tsuki no Miyako (月の都)"                        | 0:29    |  |
| 28.            | "Kikyou (帰郷)"                                   | 1:20    |  |
| 29.            | "Hishou (飛翔)"                                   | 4:26    |  |
| 30.            | "Tenjin no Ongaku I (天人の音楽I)"                | 2:29    |  |
| 31.            | "Wakare (別離)"                                   | 1:07    |  |
| 32.            | "Tenjin no Ongaku II (天人の音楽II)"              | 0:58    |  |
| 33.            | "Tsuki (月)"                                      | 1:49    |  |
| 34.            | "Inochi no Kioku (いのちの記憶)" (Nikaido Kazumi) | 5:42    |  |
| 35.            | "Koto no Shirabe (琴の調べ)"                      | 0:57    |  |
| 36.            | "Warabe Uta (わらべ唄)"                           | 0:49    |  |
| 37.            | "Tennyo (天女の歌)"                               | 1:34    |  |
| Duração total: | Duração total:                                    | 52:45   |  |

## Lançamento

### Distribuição

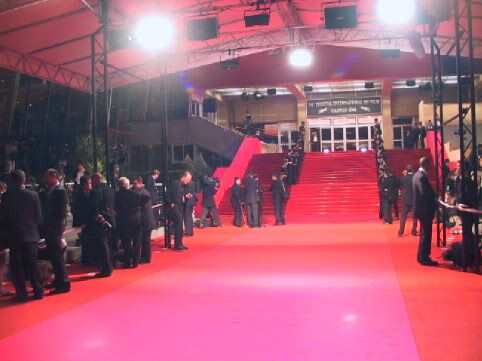
O Conto da Princesa Kaguya concorreu na seleção oficial da seção "Quinzena dos Diretores" no 67.º Festival de Cannes

Inicialmente, O Conto da Princesa Kaguya foi planejado para ser lançando no verão de 2013 simultaneamente com Kaze Tachinu de Hayao Miyazaki. Entretanto, em janeiro de 2013, a distribuidora do filme anunciou que o seu lançamento seria adiado até o fim do ano devido a atrasos e mudanças nos storyboards da obra. O Conto da Princesa Kaguya estreou oficialmente nos cinemas japoneses em 23 de novembro de 2013, sendo posteriormente lançado em outras nações. Em Portugal, foi exibido no Monstra Festival em 17 de março de 2015 e nos cinemas portugueses no dia 9 de abril do mesmo ano, com a Outsider Films sendo responsável da distribuição do filme. A obra foi lançada no Brasil em 16 de julho de 2015 pela California Filmes.
A primeira exibição pública do filme em um festival internacional aconteceu em abril de 2014 no Festival de Cannes na cidade de Cannes, França, na seção "Quinzena dos Realizadores". Também teve uma exibição no 38.º Festival de Cinema de Animação de Annecy no mês de junho. Em setembro, foi exibido no Festival Internacional de Cinema de Toronto, e no de San Sebastián.

### Classificação indicativa
Em seu país de origem, O Conto da Princesa Kaguya foi classificado para todos os públicos pela Eirin. Nos Estados Unidos, recebeu da Motion Picture Association of America (MPAA) uma classificação PG (Parental Guidance Suggested) por conter "nudez parcial e alguns elementos de violência". Desta forma, o filme foi recomendado pela associação apenas para maiores de 9 anos. O portal Common Sense Media também manteve a idade prevista pela MPAA. Por outro lado, pais usuários do site o recomendaram para maiores de 6 anos, e crianças colocaram 9 anos. No Brasil, em seu lançamento para os cinemas, o filme foi classificado como "livre para todos os públicos", conforme o Departamento de Justiça, Classificação, Títulos e Qualificação (DEJUS). Em Portugal, a organização de Inspecção-Geral das Actividades Culturais atribuiu uma classificação M/6. Assim, foi recomendado para crianças de 6 anos e acima.

### Home video
O Conto da Princesa Kaguya foi lançado nos formatos de DVD e blu-ray no dia 3 de dezembro de 2014 no Japão. No Brasil, foi comercializado em ambos os formatos a partir de 30 de setembro de 2015. Nos Estados Unidos a edição em blu-ray vendeu 14 586 de unidades, alcançando a 16.ª classificação e arrecadando 335 045 de dólares. Em sua edição estadunidense — tanto em DVD como em blu-ray — o disco apresenta os bônus: anúncio de conclusão do filme, trailers, faixas de áudio em inglês e japonês, entre outros.

## Recepção

### Bilheteria
O Conto da Princesa Kaguya teve um sucesso moderado em sua estreia no Japão, ficando na primeira posição dos filmes mais assistidos entre os dias 23 e 24 de novembro de 2013, recebendo um total de 284 252 550 ienes arrecadados em 456 cinemas, e com um público de 222 822 pessoas. Em sua nona semana de lançamento, o filme arrecadou 2 217 656 750 de ienes e com um total de 1 849 467 espectadores. Ao todo a obra arrecadou 2,47 bilhões em território japonês, ficando como o 11.º filme de maior arrecadação do ano de 2014 no país.
Internacionalmente, O Conto da Princesa Kaguya apresentou um baixo lucro nas bilheterias. Arrecadando ao todo US$ 24 706 166 mundialmente. Na América do Norte o filme ficou em exibição nos cinemas por 161 dias, entre 17 de outubro de 2014 a 26 de março de 2015, lucrando ao todo US$ 703 232. Na França estreou como o décimo segundo filme mais assistido do país, gerando uma receita de US$ 379 807 entre os dias 25 a 29 de junho de 2014. Em Hong Kong arrecadou US$ 96 514 em 61 cinemas entre 10 a 13 de julho, ficando no quinto lugar dos mais assistidos. E ao todo gerou US$ 328 578. No Brasil estreou em seis salas de cinema, e obteve uma renda acumulada de R$ 87 760 e um público de 6 977 pessoas. Outras nações que apresentaram uma forte bilheteria em dólares foram Austrália, com 67 829; Noruega, 65 222; Bélgica, 57 876; e Espanha, com 49 205.

### Resposta da crítica
O Conto da Princesa Kaguya obteve uma recepção crítica muito favorável por parte da mídia japonesa e internacional. No agregador de resenhas Rotten Tomatoes, o filme recebeu um "Certificado Fresco" e marca uma pontuação de 100% com base em comentários de 96 críticos, e registra uma nota 8,20 de 10. De acordo com o site, o consenso crítico do filme diz: "Com uma narrativa profunda, honesta, franca e bela, O Conto da Princesa Kaguya é uma animação moderna com apelo atemporal". No Metacritic, que atribui uma média aritmética ponderada com base em 100 comentários de críticos mainstream, o filme recebe uma pontuação média de 89 pontos com base em 28 resenhas, indicando "aclamação universal". No website, foi classificado como o sétimo melhor do ano.
A crítica de cinema Maggie Lee da Variety, aclamou-o dando a classificação máxima de cinco estrelas e escreveu: "Interpretação animada de um conto japonês do século X sobre uma donzela que veio da Lua para à Terra, O Conto da Princesa Kaguya transita de um simples conto a uma sofisticada representação sobre a loucura do materialismo e a evanescência da beleza". A classificação de quatro estrelas em cinco foi dada pelos próximos dois críticos. "A técnica de animação delicadamente trabalhado é belo e emocionante, porém teve uma recepção mista no Japão e teve dificuldade ao se adaptar a um público internacional", escreveu Leslie Felperin ao The Hollywood Reporter. Em sua avaliação para o jornal The Washington Post, Michael O'Sullivan descreveu-o como "Uma obra melancólica, linda, e mágica sobre a alegria e a dor da existência humana. Se há um erro, é o filme ser muito longo". O Conto da Princesa Kaguya é verdadeiramente uma obra-prima, sendo em simultâneo, muito simples e fazendo a cabeça do espectador girar", disse Glenn Kenny do RogerEbert.com. Em sua resenha ao The Guardian, Mike McCahill afirmou: "As imagens exuberantes e pintadas à mão oferecem abundante consolação". De maneira similar, Nicolas Rapold, do New York Times, aclamou o filme, e descreveu-o como "Elegantemente desenhado com tanto delicadeza da aquarela e como um traço de significado vívido".
O website brasileiro AdoroCinema atribui-lhe uma nota média 4,5/5, com base em resenhas da imprensa, e uma nota de 4,5 por parte dos usuários. Bruno Carmelo, do próprio AdoroCinema, deu ao filme a classificação 4,5/5 estrelas e disse: "Sem os recursos típicos das animações computadorizadas, que buscam trejeitos realistas, a obra japonesa se apoia na força do desenho manual, na sugestão dos traços mínimos. É surpreendente encontrar uma obra ao mesmo tempo tão atual e tão universal, tão política e tão poética. O conteúdo incisivo da obra é temperado com as imagens mais doces e belas que o cinema de animação tem produzido nos últimos anos, com esta produção, o Studio Ghibli provam mais uma vez a sua irônica capacidade de usar a fantasia para fazer um retrato realista do nosso mundo. Érico Borgo, do site Omelete, classificou a obra com nota máxima de cinco; "Lindamente trabalhado, com belas canções e cheio das mensagens que nesses anos todos se tornaram sinônimo de um dos maiores estúdios de animação do mundo, Kaguya encanta a cada momento, seja no desenho de uma rã, no tombo de um bebê, no design dos personagens ou no mágico climax. Uma animação madura, que não se furta a tratar de sentimentos ou situações difíceis, mas o faz com a sensibilidade que só o Studio Ghibli é capaz".

### Prêmios e indicações
Entre os anos de 2014 e 2016, O Conto da Princesa Kaguya foi indicado para várias premiações nacionais e internacionais, e das vinte e cinco indicações conquistou sete vitórias.
| Premiação                                                        | Data da cerimônia       | Categoria                                                  | Destinatário(s)                    | Resultado |
| ---------------------------------------------------------------- | ----------------------- | ---------------------------------------------------------- | ---------------------------------- | --------- |
| Asia Pacific Screen Awards                                       | 11 de dezembro de 2014  | Melhor filme de animação                                   | —                                  | Venceu    |
| Associação de Críticos de Cinema de Chicago                      | 15 de dezembro de 2014  | Melhor filme de animação                                   | —                                  | Indicado  |
| Associação de Críticos de Cinema de Toronto                      | 6 de janeiro de 2015    | Melhor filme de animação                                   | —                                  | Venceu    |
| Blue Ribbon Awards                                               | 11 de fevereiro de 2014 | Melhor filme                                               | —                                  | Indicado  |
| Blue Ribbon Awards                                               | 11 de fevereiro de 2014 | Melhor diretor                                             | Isao Takahata                      | Indicado  |
| Empire Awards                                                    | 20 de março de 2016     | Melhor filme de animação                                   | —                                  | Indicado  |
| Fantastic Fest                                                   | 22 de setembro de 2014  | Prêmio do Público                                          | —                                  | Venceu    |
| Festival de Cannes                                               | 2014                    | Prêmio da Arte Cinematográfica (Quinzena dos Realizadores) | Isao Takahata                      | Indicado  |
| Festival de Cannes                                               | 2014                    | Prêmio Prix SACD (Quinzena dos Realizadores)               | Isao Takahata                      | Indicado  |
| Festival de Cinema de Mill Valley                                | 2014                    | Prêmio do Público de melhor filme animação                 | —                                  | Indicado  |
| Festival Internacional de Cinema de Toronto                      | 14 de setembro de 2014  | Prêmio do Público de melhor filme dramático                | —                                  | Indicado  |
| Kinema Junpō                                                     | 8 de fevereiro de 2014  | Melhor filme                                               | —                                  | 4º lugar  |
| Monstra Festival                                                 | 22 de março de 2015     | Melhor Longa-metragem – Grande Prémio/RTP                  | —                                  | Venceu    |
| Online Film Critics Society                                      | 15 de dezembro de 2014  | Melhor filme de animação                                   | —                                  | Indicado  |
| Online Film Critics Society                                      | 15 de dezembro de 2014  | Melhor filme de língua não inglesa                         | —                                  | Indicado  |
| Oscar                                                            | 22 de fevereiro de 2015 | Melhor filme de animação                                   | Isao Takahata e Yoshiaki Nishimura | Indicado  |
| Prêmios Annie                                                    | 31 de janeiro de 2015   | Melhor filme de animação                                   | —                                  | Indicado  |
| Prêmios Annie                                                    | 31 de janeiro de 2015   | Melhor direção em uma produção de longa-metragem           | Isao Takahata                      | Indicado  |
| Prêmios Annie                                                    | 31 de janeiro de 2015   | Melhor música em uma produção de longa-metragem            | Joe Hisaishi                       | Indicado  |
| Prêmios da Academia do Japão                                     | 7 de março de 2014      | Animação do Ano                                            | —                                  | Indicado  |
| Prêmios da Academia do Japão                                     | 7 de março de 2014      | Realização Proeminente na Música                           | Joe Hisaishi                       | Indicado  |
| Prêmios da Associação de Críticos de Cinema de Los Angeles       | 7 de dezembro de 2024   | Melhor filme de animação                                   | —                                  | Venceu    |
| Prêmios da Sociedade de Críticos de Cinema de Boston             | 7 de dezembro de 2014   | Melhor filme de animação                                   | —                                  | Venceu    |
| Prêmio de Cinema Mainichi                                        | 21 de janeiro de 2014   | Prêmio Cinematográfico de Animação                         | —                                  | Venceu    |
| San Francisco Film Critics Circle                                | 14 de dezembro de 2014  | Melhor filme de animação                                   | —                                  | Indicado  |
| "—" denota indicação ou vitória para O Conto da Princesa Kaguya. |                         |                                                            |                                    |           |